# Leucocarcelia argyrata
Leucocarcelia argyrata är en tvåvingeart som beskrevs av Villeneuve 1921. Leucocarcelia argyrata ingår i släktet Leucocarcelia och familjen parasitflugor.
Artens utbredningsområde är Malawi. Inga underarter finns listade i Catalogue of Life.